# Putao (kommun)
Putao är en kommun i Myanmar. Den ligger i delstaten Kachin och distriktet Putao i den norra delen av landet, 800 km norr om huvudstaden Naypyidaw. Antalet invånare i kommunen utgjorde 61 075 vid folkräkningen 2014.
I kommunen ligger orten Putao.